# Hektométer
A hektométer (jele: hm) a hosszúság és a távolság mértékegysége. Értéke a méter értékének százszorosa, tehát 1 hm = 100 m.

## Története
Magyarországon hivatalosan az 1907. évi V. törvénycikk helyezte a hektométert hatályba.

## Használata

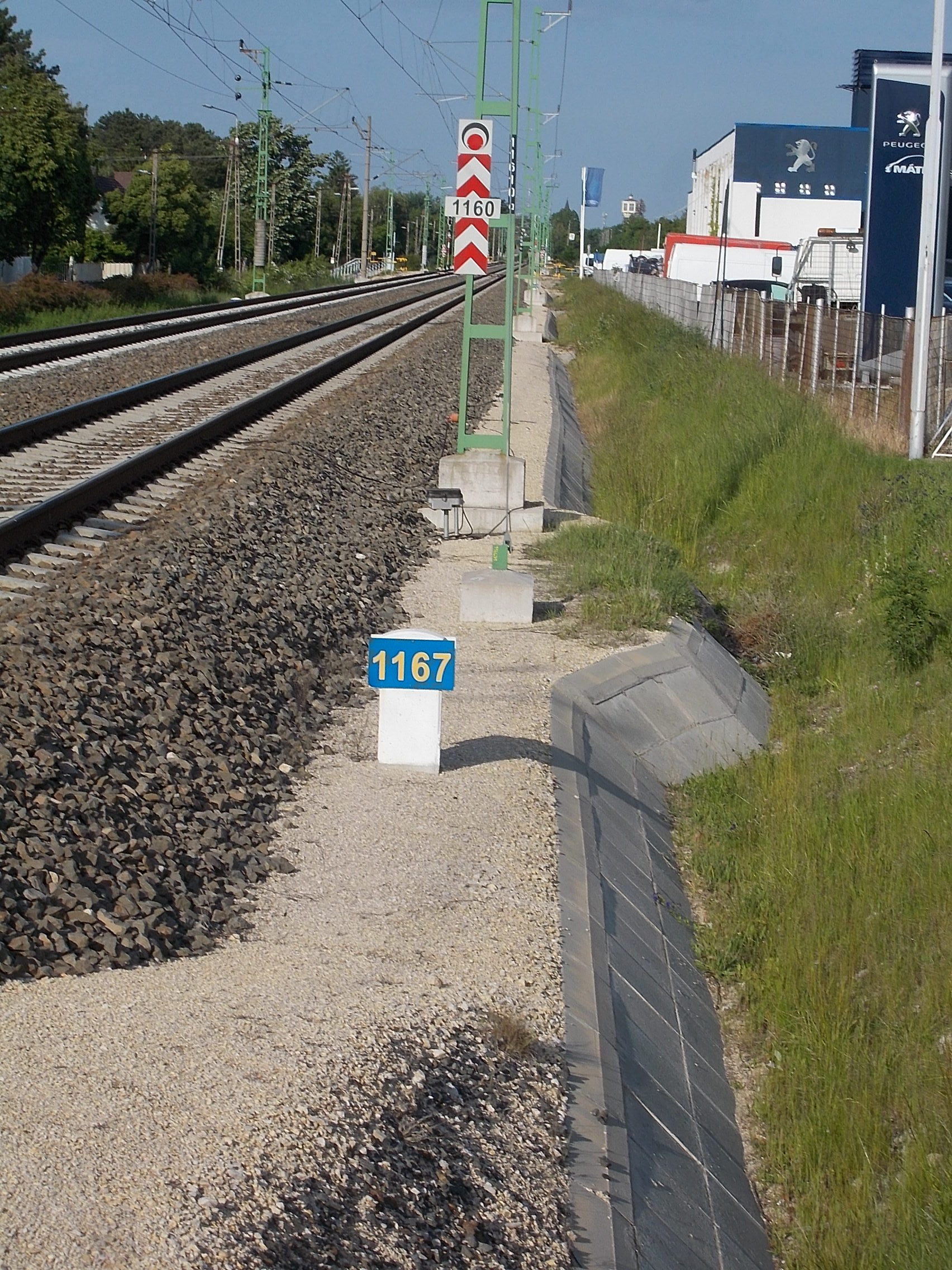
Vasúti szelvényjelző kő Siófokon

Magyarországon a vasúti közlekedésben, illetőleg a közutak tervezésénél alkalmazzák a távolságok pontos meghatározása céljából. A vasúti pályatestek távolságának méréséhez a vonalak kezdőpontjánál található a kezdőpontjuk. A kezdőpontot jellemzően a Budapesthez közelebb eső állomáson jelölték ki, azonban olyan helyeken, ahol ilyen nincs, ott az illetékes igazgatóság döntött a kezdőpontok kijelöléséről. A vasúti pályatest mentén 100 méterenként elhelyezett, régebben fehérre meszelt, körülbelül 50 centiméter magas köveken fekete színnel feltüntetett, ma már kék színű táblán sárga színű számértékeket százzal megszorozva kapjuk meg az adott kőnek a kezdőponttól való távolságát. A kihelyezett köveket szelvényköveknek is nevezik, mivel a vasúti pályatest adott szelvényét jelzik.
Pályahiba esetén az adott szelvénykőhöz közelebb eső részt veszik alapul a pontos helymeghatározás megkönnyítése érdekében. Például pályahiba a 82-es vasúti fővonal 346+25 szelvényében azt jelenti, hogy a Hatvan–Szolnok-vasútvonalon pályahiba van a kezdőponttól 34625 méterre, azaz a 346-os szelvénykőtől távolabb 25 méternyire, a 347-es kőtől vissza 75 méternyire.
A vasúti pályatestek hossz-, illetve keresztszelvényeinek felmérésére 1:100 méretarányú keresztszelvény-pályarajzokat készítenek, melyek a vasúti pályatestet ábrázolják a vasúti pályatest teljes oldalsó kiterjedésében (többnyire a MÁV területhatárt jelző vízelvezető árkok vonalával bezárólag). Napjainkban a pályatestek vizsgálatát már drónok segítségével végzik, ám a kivitelező cégeknek továbbra is 1:100 méretarányú keresztszelvény-pályarajzokat kell készíteniük a vizsgált szakaszokról.
A vasúti közlekedés kezdetén még nem voltak beépített sebességmérő eszközök a mozdonyokon. Azonban a közlekedő vonatok sebességét a mozdonyvezetőnek ismernie kellett. Ezért menet közben a szelvénykövek számolásával és egy mutatóval rendelkező óra segítségével számolták ki, viszonylag nagy pontossággal a közlekedő szerelvények sebességét.
A közutaknál a faragott kőből készült hektométer-oszlopokat 200 méterenként helyezték ki a pontosabb távolságmérés és helymeghatározás érdekében. A hetvenes évektől kezdődően öntött betonoszlopokat kezdtek el kihelyezni ugyanezen célból. Később alumínium, majd a lopások elkerülése érdekében rozsdamentes acéllemez alapú, ragasztott fóliás kilométer-táblákat helyeznek ki a közutak mellé.